# Aeroportul Moala
Aeroportul Moala (IATA: MFJ, ICAO: NFMO) este un aeroport din Lau⁠(d), Diviziunea Orientală, Fiji ce deservește zona Moala Island⁠(d). A fost numit după zona deservită.
Situat la o altitudine de 4 m, aeroportul dispune de o singură pistă.